# 莫納漢斯 (德克薩斯州)
莫納漢斯（英語：Monahans）是一個位於美國德克薩斯州沃德縣的城市。根據2010年美國人口普查，該地共人口6953人，而該地的面積約為64.30平方千米。同時該地也是沃德縣的縣治。

## 地理
莫納漢斯的座標為31°35′16″N 102°53′26″W / 31.58778°N 102.89056°W，而該地的平均海拔高度為799米（即2621英尺）。